# Кувеко, Евгений Владимирович
Евгений Владимирович Кувеко (род. 7 июля 1966, Магадан) — советский, российский хоккеист, защитник. Тренер.
Драфт НХЛ = В 1987 году выбран в 1-м раунде под общим 1-м номером клубом «Миннесота Уайлд»

## Биография
В сезонах 1983/84 — 1985/86 играл за команду второй лиги «Ермак» Ангарск. Следующие 13 сезонов провёл в СКА / СКА-«Амуре» Хабаровск, в составе которого выходил в первую лигу (1989) и РХЛ (1996), где отыграл три сезона. В конце карьеры выступал за «Амур-2» (1999/2000, 2000/01) и «Сибирь» (1999/2000).
Тренер в клубе «Самородок» Хабаровск (2001/02), затем — тренер в системе «Амура»; тренер (2005/06), главный тренер (2005/06 — 2009/10) «Амура-2», тренер «Амурских тигров» (2010/11 — 2011/12).
Сын Сергей (род. 1989) выступал за «Амур-2».